# Zeche Oberhausen

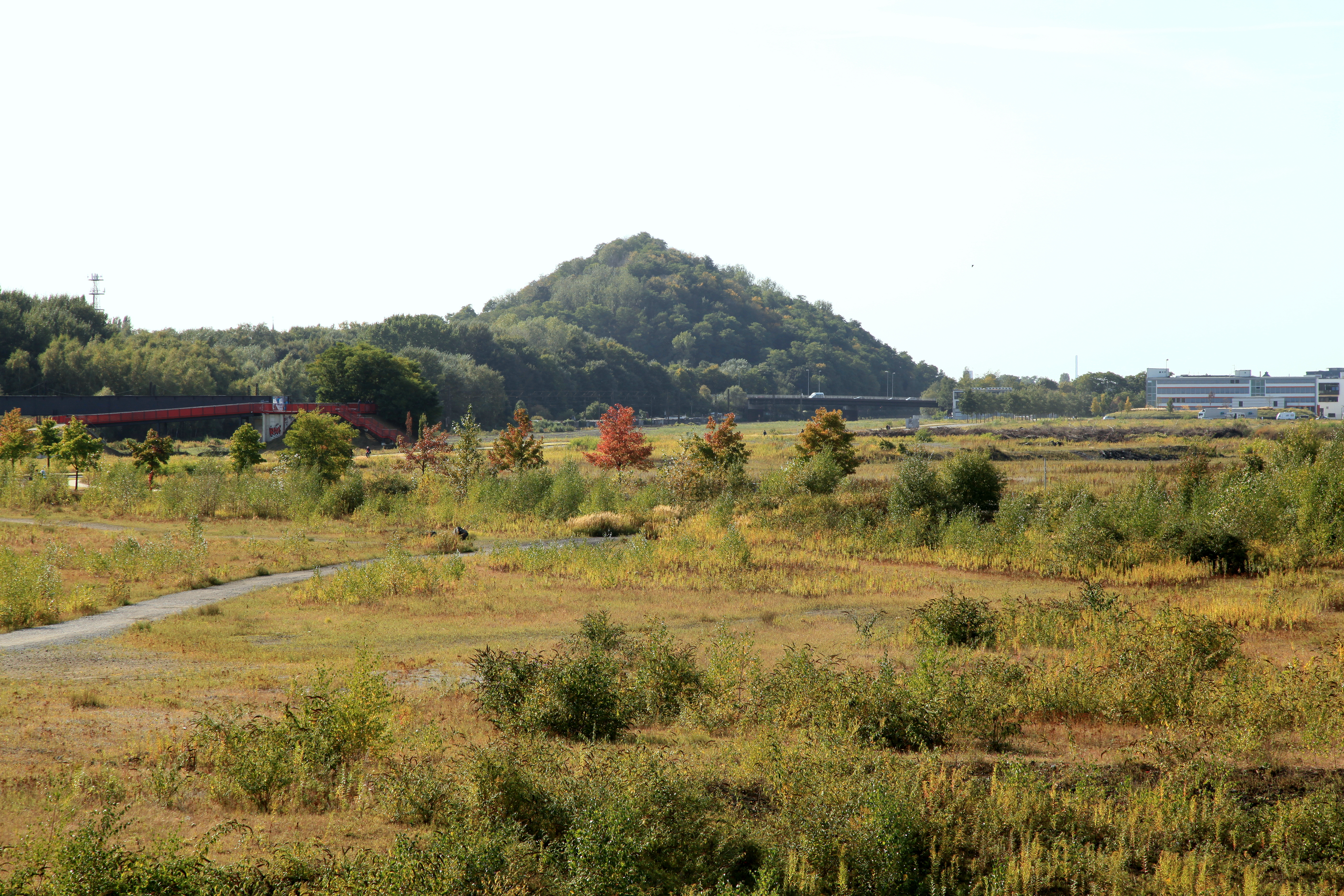
Die Knappenhalde ist die Abraumhalde der Zeche Oberhausen.

Die Zeche Oberhausen war ein Steinkohlenbergwerk in Oberhausen und das älteste Bergwerk im Grubenfeld Oberhausen. Das Bergwerk wurde von Franz Haniel gegründet und war die erste Hüttenzeche des Ruhrreviers, diese gehörte zum Bergrevier Oberhausen. Der Name der Zeche wurde abgeleitet von der Stadt Oberhausen, in der sich das Bergwerk befand. Bei der Aufschließung der Grubenfelder und beim Ausbau der Zeche haben sich der Bergwerksdirektor Kocks und der Grubenverwalter Stiepel besonders verdient gemacht. Das Bergwerk war ununterbrochen über 70 Jahre in Betrieb.

## Grubenfeld und Geologie
Das konsolidierte Feld Oberhausen umfasst eine Fläche von 83,8 km2 und besteht aus den Feldern Oberhausen und Neu-Oberhausen. Das Feld Oberhausen befindet sich im Gebiet der Ortschaften Bottrop, Borbeck, Buschhausen, Hiesfeld, Holten, Oberhausen, Osterfeld und Sterkrade und hat eine Fläche von 38,334 km2. Die Lagerstätte befindet sich im Bereich der Emschermulde und der Lippemulde. Das Karbon ist hier überlagert durch Mergelschichten, die sich mit einem Einfallen von zwei bis drei Prozent nach Nordwesten absenken. Auf der südlichen Seite des Feldes beträgt die Mächtigkeit der Mergelschichten 134 Meter, im nördlichen Feldesteil liegt sie bei 330 Metern. Das Streichen der Flöze verläuft von Nordosten nach Südwesten. Im südlichen Feldesteil treten lokale Faltungen in der Lagerstätte auf. Die Feld wird von vier Hauptverwerfungen, die von Südosten nach Nordwesten verlaufen, durchsetzt.
Die Mächtigkeit der bauwürdigen Flöze liegt zwischen 0,6 und 2,2 Metern. In der Lagerstätte sind die Steinkohlenarten Magerkohle, Gas- und Gasflammkohle und Fettkohle vorhanden. Die gesamte Mächtigkeit der bauwürdigen Flöze liegt bei 33,4 Metern. Davon entfallen auf die Magerkohlengruppe 6,9 Meter, auf die Fettkohlengruppe 12,5 Meter, auf die Gaskohlengruppe 7,5 Meter und auf die untere Gasflammkohlengruppe 6,5 Meter. Es sind sowohl Flöze mit Bergemitteln als auch Flöze ohne Bergemittel vorhanden. Die Mächtigkeit der Bergemittel liegt, je nach Flöz, zwischen 0,1 und 1,0 Meter. Das Verhältnis der bauwürdigen Kohlenmächtigkeit zur Mächtigkeit des Nebengesteins liegt bei der Magerkohlengruppe bei 1:90, bei der Fettkohlengruppe bei 1:40,6, bei der Gaskohlengruppe bei 1:30,3 und bei der Gasflammkohlengruppe bei 1:20,7.

## Geschichte

### Planung
Im Jahr 1847 legte ein Konsortium, an deren Spitze die Gutsbesitzer Heinrich Dickmann aus Oberhausen und Daniel Morian aus Duisburg-Hamborn standen, eine Mutung auf ein Grubenfeld am Lipperheiderbaum unter dem Namen Königsberg ein. Die Lagerstätte lag in einer Teufe von 150 Metern. Für die Entblößung der Lagerstätte fehlte den meisten Gewerken das Geld. Aus diesem Grund erwarb Morian im Laufe der Jahre alle Kuxe der Gewerkschaft und bot sie Franz Haniel zum Kauf an. Im Jahr 1853 erwarb Franz Haniel diese Grubenfeldbesitzungen im Bereich der damals selbständigen Gemeinden Osterfeld und Sterkrade. Haniel erwarb das Grubenfeld für die Gewerkschaft Jacobi, Haniel & Huissen (Vorgängergesellschaft der Gutehoffnungshütte). Da die Hütten im Ruhrgebiet in den 1850er Jahren einen Boom erlebten, plante die Hüttengewerkschaft Jacobi, Haniel & Huissen, ihr Grubenfeld Königsberg auszubeuten. Das neu zu errichtende Bergwerk sollte der Eigenversorgung mit Steinkohle und Koks dienen. Die Tagesanlagen des Bergwerks sollten auf einem firmeneigenen Gelände erstellt werden, als geeigneter Platz wurde dazu ein Grundstück östlich der Hütte Neu Essen ausgewählt. Dieses Grundstück lag verkehrsgünstig an der Bahnstrecke der Köln-Mindener Eisenbahn und an der Straße in Richtung Essen. Geplant wurde das Bergwerk, obwohl dies zu der Zeit noch sehr selten war, als Doppelschachtanlage. Die beiden Schächte sollten jeweils mit einem Schachtdurchmesser von sechs Metern geteuft werden. Beide Schächte sollten mit einem Malakoffturm ausgestattet werden. Das Bergwerk sollte unter dem Namen Zeche Königsberg geführt werden. Die beiden Schächte sollten, entsprechend dem Grubenfeldnamen, als Schacht Königsberg 1 und Schacht Königsberg 2 benannt werden. Des Weiteren waren eine Kaue, ein Kesselhaus mit zwölf Flammrohrkesseln und mehrere Maschinenhäuser geplant.

### Die Errichtung des Bergwerks
Im Jahr 1854 wurde begonnen, den ersten der beiden Schächte (genannt Schacht Königsberg 1) abzuteufen. Im September des Jahres 1855 wurde mit den Abteufarbeiten für Schacht Königsberg 2 begonnen. Im Jahr 1856 erreicht Schacht 1 bei einer Teufe von 141 Metern das Karbon. Im darauffolgenden Jahr wurden bei einer Teufe von 180 Metern (- 135 m NN) der Wetterquerschlag nach Süden und bei einer Teufe von 199 Metern (- 154 m NN) die 1. Sohle angesetzt. Noch im selben Jahr begann man auf der 1. Sohle mit der Streckenauffahrung im Flöz. Am Ende des Jahres 1857 erreichte die Teufmannschaft im Schacht 1 das Niveau der 2. Sohle. Bei einer Teufe von 241 Metern (- 196 m NN) wurde die 2. Sohle angesetzt. Anschließend wurde im Schacht 2 bis zur 2. Sohle mit der Förderung begonnen. Die Anlage erhielt pro Schacht einen Malakow-Turm mit dazwischenliegendem Maschinen- und Kesselhaus. Für die Wasserhaltung wurde am Schacht 1 über Tage eine Gestängewasserhaltung installiert. Bei der Maschine handelte es sich um eine sogenannte Woolfsche Balanzier-Wasserhaltungsmaschine. Mit dieser Maschine konnten pro Minute zwei Kubikmeter Grubenwasser zu Tage gepumpt werden. Auch auf der 2. Sohle wurden kurz danach die ersten Strecken aufgefahren. 1858 wurde das Bergwerk in Zeche „Oberhausen“ umbenannt, behielt aber bis zum Jahr 1871 auch den Namen Zeche Königsberg.

### Die ersten Betriebsjahre
Im Jahr 1859 nahm die Zeche Oberhausen die regelmäßige Förderung auf. Die abgebauten Kohlen stammten aus den in dem Grubenfeld vorhandenen Fettkohleflözen. Bei den Kohlen handelte es sich um Fettkohlen von guter Qualität. Die Flöze waren hier stark geneigt und wurden manuell mit der Keilhaue in Verhieb genommen. Wo erforderlich, wurden auch Sprengarbeiten durchgeführt. Die hereingewonnenen Kohlen wurden in Wagen geladen und durch Schlepper von den Gewinnungsbetrieben zum Füllort transportiert. Um ihre Arbeitsplätze unter Tage zu erreichen, mussten die Bergleute über Fahrten in die Grube einfahren. Für die Personenbeförderung wurde 1859 auf Schacht 2 eine Fahrkunst eingerichtet, außerdem wurde im selben Jahr eine Kokerei in Betrieb genommen. Aufgrund der günstigen Entwicklung bei der Stahlproduktion der GHH und der damit verbundenen erhöhten Produktion an Koks war die Werksleitung gezwungen, den Abbau in größere Teufen zu verlagern. Für die Streckenförderung wurden ab dem Jahr 1861 Grubenpferde eingesetzt. Dadurch war es möglich, bis zu sechs Förderwagen auf einmal zum Schacht zu transportieren. Im Jahr 1862 wurde im Schacht 2 bei einer Teufe von 293 Metern (- 248 m NN) die 3. Sohle angesetzt. Im Jahr 1867 wurde begonnen, den Schacht 1 tiefer zu teufen. Alle Teufarbeiten wurden bei laufendem Förderbetrieb durchgeführt. Im Schacht 2 wurde die Fahrkunst bis zur 3. Sohle verlängert. Im selben Jahr kam es im Schacht 1 zu einem Unglück bei der Seilfahrt, bei dem drei Bergleute ums Leben kamen. Im Jahr 1871 wurde im Schacht 2 die 4. Sohle angesetzt. Im Jahr 1873 wurde begonnen, einen dritten Schacht abzuteufen. Am 16. April des Jahres 1874 kam es in diesem Schacht zu einem Schwimmsandeinbruch. Als Folge davon musste der Schacht aufgegeben werden. Noch im selben Jahr wurde 56 Meter nordwestlich des aufgegebenen Schachtes ein neuer Schacht angesetzt. Im Jahr 1877 erreichte der neue Schacht, Schacht 3 genannt, bei einer Teufe von 238 Metern das Karbon. Im darauffolgenden Jahr wurde im Schacht 3 bei einer Teufe von 276 Metern (- 228 m NN) die 1. Sohle angesetzt. Noch im selben Jahr wurde bei einer Teufe von 377 Metern (- 329 m NN) die 2. Sohle angesetzt. Schacht 3 wurde zunächst Schacht Kattendahl genannt. Im Jahr 1879 wurde der Schacht umbenannt in Schacht Osterfeld 1 und wurde zum Schacht der neu gegründeten und eigenständigen Zeche Osterfeld. Im Jahr 1881 wurde begonnen, den Schacht 2 erneut tiefer zu teufen. Im Jahr 1883 wurde im Schacht 2 bei einer Teufe von 429 Metern (- 385 m NN) die 5. Sohle angesetzt. Noch im selben Jahr wurde die Fahrkunst bis zur 5. Sohle verlängert. Im Jahr 1894 wurde auch Schacht 1 bis zur 5. Sohle tiefer geteuft.
Da die Abbaubetriebe im Laufe der Jahre immer weiter von den beiden Schächten entfernt angesetzt wurden und zusätzlich noch über mehrere Sohlen verteilt waren, kam es immer häufiger zu Problemen mit der Bewetterung. Aufgrund des Betriebszuschnittes wurde in der söhligen Ebene die Trennung der Frischwetter von den Abwettern immer schwieriger. Dies führte dazu, dass die Zusammensetzung der Wetter sich immer mehr verschlechterte. Da es nicht gelang, trotz der drei Grubenlüfter die Grubenbaue mit ausreichend Frischwettern zu versorgen und die Wetter aufzufrischen, führte dieser Missstand dazu, dass es immer öfter zu gefährlichen Ansammlungen von Grubengas kam. Im Jahr 1885 wurde ein Durchschlag mit der Nachbarzeche Osterfeld erstellt. Am 4. Dezember desselben Jahres kam es auf der Zeche Oberhausen zu einer Schlagwetterexplosion. Bei diesem Grubenunglück verloren zwölf Bergleute ihr Leben. Um die Probleme der Bewetterung zu beseitigen, wurde ein neuer Frischwetterschacht geplant, dieser Schacht sollte am Rand des Grubenfeldes in der Nähe der Burg Vondern angesetzt werden. Im Jahr 1889 wurde der Schacht 2 tiefer geteuft und bei einer Teufe von 508 Metern (- 464 m NN) wurde die 6. Sohle angesetzt. Am 14. April des Jahres 1891 kam es auf dem Bergwerk zu einer weiteren Schlagwetterexplosion, bei diesem Unglück kamen zehn Bergleute ums Leben. Im Jahr 1892 wurde Schacht 1 bis zur 6. Sohle durchschlägig. Am 24. Dezember desselben Jahres kam es erneut zu einer Schlagwetterexplosion, hierbei wurden fünf Bergleute getötet. Im Jahr 1895 wurde im Westen des Grubenfeldes mit den Teufarbeiten für Schacht Sterkrade begonnen. Der Schacht wurde kurz darauf umbenannt in Schacht Hugo und zur neu gegründeten Zeche Hugo ausgegliedert. Im Jahr 1897 wurde mit den Teufarbeiten für Schacht Sterkrade 1 begonnen.

### Ausbau der Schachtanlage
Im Jahr 1898 wurde mit den Teufarbeiten für den neuen Wetterschacht begonnen. Der Schachtansatzpunkt für den Schacht 3 befand sich in Vonderort. Im selben Jahr wurde der Schacht 1 tiefer geteuft und bei einer Teufe von 608 Metern (- 564 m NN) die 7. Sohle angesetzt. Die Teufarbeiten im Schacht 3 verliefen zügig und ohne nennenswerte Komplikationen. Im Jahr 1900 wurde im Wetterschacht 3 bei einer Teufe von 199 Metern (- 160 m NN) die Wettersohle nach Süden angesetzt. Im Laufe des Jahres wurde bei einer Teufe von 220 Metern (- 181 m NN) die Wettersohle nach Norden, die spätere 1. Sohle, angesetzt. Außerdem wurde bei einer Teufe von 311 Metern (- 272 m NN) die Mittelsohle, die spätere 2. Sohle angesetzt. Im Jahr 1901 wurde begonnen, den Schacht 2 bis zur 7. Sohle tiefer zu teufen. Der Wetterschacht 3 wurde auch in diesem Jahr weiter geteuft. Im Schacht Sterkrade 1 erreichte die Teufmannschaft bei einer Teufe von 277 Metern das Karbon. Bei einer Teufe von 300 Metern wurde die Wettersohle angesetzt. Da die Statik des Förderturmes über Schacht 2 nicht mehr für die Förderung ausreichte, war es erforderlich, diesen zu verstärken. Aus diesem Grund wurde im Jahr 1901 beschlossen, das Mauerwerk des Malakoffturmes durch ein stählernes Strebengerüst, welches in den Turm eingezogen werden sollte, statisch zu entlasten. Auch wurde beschlossen, in den kommenden Jahren weitere Umbaumaßnahmen, wie z. B. den Ersatz der alten Fördermaschine, durchzuführen. Im Jahr 1902 wurde im Wetterschacht 3 bei einer Teufe von 411 Metern (- 372 m NN) die 3. Sohle angesetzt. Im gleichen Jahr wurden im Schacht Sterkrade 1 bei einer Teufe von 330 Metern die 1. Sohle und bei 364 Metern die 2. Sohle angesetzt. In den Streben wurden die Kohlen weiterhin mit der Keilhaue oder durch Sprengarbeit hereingewonnen. In einigen Abbaubetrieben wurden bereits Stangenschrämmaschinen für die Gewinnung genutzt. Die Förderung der Kohlen erfolgte über Gummigurtförderer. Bei diesen Gummigurtförderern war der Obertrum am Hangenden befestigt. Der Gummigurt wurde im Obertrum über Gurtbandrollen geführt, der Untergurt wurde ohne Rollen geführt und schleifte über das Liegende. Im Laufe des Jahres 1902 wurde auch mit den Teufarbeiten am Schacht Sterkrade 2 begonnen. Bei einer Teufe von 500 Metern wurde vom Schacht 3 ausgehend eine Verbindung zur 6. Sohle der Zeche Oberhausen hergestellt. Dadurch wurde nun der Wetterschacht in Betrieb genommen und versorgte das nördliche Baufeld mit Frischwettern. Da bei den Teufarbeiten mehrere bauwürdige Flöze durchörtert wurden, beschloss der Vorstand der GHH, den Wetterschacht 3 zu einer eigenständigen Schachtanlage, der Zeche Vondern auszubauen. Im Jahr 1903 wurden die Schächte Sterkrade 1 und Sterkrade 2 zur eigenständigen Zeche Sterkrade und Wetterschacht 3 wurde zur Zeche Vondern. Dazu wurde der Schacht 3 (Wetterschacht 3) umbenannt in Schacht Vondern 1. Im selben Jahr kam es am 21. Februar wiederum zu einer Schlagwetterexplosion, bei der drei Bergleute sterben.
Da sich die Probleme mit der Bewetterung durch den Wetterschacht 3 nicht endgültig lösen ließen, wurde im Jahr 1903 begonnen, einen weiteren Wetterschacht abzuteufen. Der Schacht, wiederum Schacht 3 genannt, wurde im Südfeld in Essen-Frintrop an der Straße Kattendahl angesetzt. Der Schacht hatte einen Durchmesser von 4,5 Metern. Bereits in der Jahresmitte erreichte der Schacht bei einer Teufe von 142 Metern das Karbon. Im Jahr 1904 wurde bei einer Teufe von 150 Metern (- 74 m NN) die 1. Sohle angesetzt. Noch im selben Jahr wurde das Grubenfeld aufgeteilt in Oberhausen und Neu Oberhausen. Das Grubenfeld Oberhausen hatte eine Fläche von 38,3 km2 und wurde von den Zechen Vondern, Hugo, Sterkrade, Osterfeld und Oberhausen abgebaut. Das Grubenfeld Neu Oberhausen hatte eine Fläche von 45,5 km2 und blieb vorerst unverritzt. Im Jahr 1905 wurde ein Durchschlag mit der 5. Sohle der Zeche Vondern erstellt. Dadurch waren die Zechen Oberhausen und Vondern nun über 2 Sohlen miteinander verbunden. Im Jahr 1906 wurde im Südfeld im neuen Schacht 3 bei einer Teufe von 265 Metern (- 74 m NN) die 2. Sohle angesetzt. Im selben Jahr wurden in den Abbaubetrieben für die Förderung der abgebauten Kohlen Schüttelrutschen eingesetzt. Für den Transport in den Hauptstrecken wurden nach und nach anstelle der Grubenpferde batteriegetriebene Grubenloks eingesetzt. Hierfür mussten der Gleiskörper an die höheren Belastungen angepasst und ein stärkeres Schienenprofil eingesetzt werden. Ab dem Jahr 1907 wurden auf dem Bergwerk erhebliche Umbaumaßnahmen durchgeführt. Zunächst wurde im Schacht 1 der Schachtausbau erneuert. Der alte Holzausbau wurde gegen eine Schachtmauerung ausgetauscht. Um den hohen Bedarf an Ziegelsteinen zu decken, wurden die Ziegel auf dem Werksgelände gefertigt. Auf der 7. Sohle wurde die Wasserhaltung modernisiert. Anstelle der übertägig installierten Gestängewasserhaltung wurden Kreiselpumpen mit elektrischem Antrieb installiert. Jede dieser zwei Turbopumpen hatte eine Förderleistung von drei Kubikmetern Grubenwasser pro Minute. Die alte Gestängewasserhaltung wurde, nachdem sie noch einige Monate als Reserve vorgehalten wurde, in der nachfolgenden Zeit demontiert. Die Wasserhaltung diente als Zentralwasserhaltung für die drei Zechen Oberhausen, Osterfeld und Vondern. Der Malakoffturm über Schacht 2 wurde durch ein modernes Strebengerüst ersetzt. Die Fördermaschine wurde ausgetauscht, es wurde eine Trommelfördermaschine mit einem Trommeldurchmesser von neun Metern montiert. Die neue Maschine konnte pro Förderschicht 1000 Tonnen Nutzlast heben. Dadurch konnten nun am Schacht 2 in 16 Stunden bis zu 3000 Tonnen gefördert werden. Auch über Schacht 1 wurde ein Strebengerüst als Förderanlage errichtet. Da auf dem Bergwerk nun verstärkt Magerkohlen gefördert wurden, wurde es erforderlich, eine Brikettfabrik zu bauen, diese wurde am 1. Oktober des Jahres 1907 in Betrieb genommen. Die Brikettfabrik hatte zwei Produktionslinien, mit denen Magerfeinkohlenbriketts mit einem Gewicht von drei und sieben Kilogramm hergestellt werden konnten. Im selben Jahr wurde im Schacht 3 (Südfeld) bei einer Teufe von 384 Metern (- 345 m NN) die 4. Sohle angesetzt. Da die Zeche auch weiterhin Fettkohle förderte, musste die Aufbereitungsanlage modifiziert werden. Mittels zweier Systeme wurden die Mager- und die Fettkohlen getrennt aufbereitet. Jedes System konnte pro Stunde 75 Tonnen Kohlen aufbereiten. Die Fettkohlen wurden zur Zeche Vondern transportiert und dort verkokt.
Am 30. Mai des Jahres 1908 ging Schacht 1 zu Bruch und musste verfüllt und bis zur 7. Sohle neu abgeteuft werden. Im Jahr darauf ging der Schacht wieder in Betrieb und wurde weiter geteuft. Im Jahr 1910 wurde im Schacht 1 bei einer Teufe von 709 Metern (- 664 m NN) die 8. Sohle angesetzt. Der Schacht wurde pünktlich zum hundertjährigen Firmenjubiläum der GHH fertiggestellt und war im Jahr 1910 der tiefste Schacht des Bergwerks. Im Jahr 1911 wurde Schacht 2 zur Sicherheit teilverfüllt und ab einer Teufe von 145 Metern neu abgeteuft. Im Jahr 1912 ging Schacht 2 ab der 7. Sohle wieder in Betrieb. Im selben Jahr kam es am 3. Juli erneut zu einer Schlagwetterexplosion, dabei kamen 16 Bergleute ums Leben.

### Der Erste Weltkrieg
Mit Ausbruch des Ersten Weltkrieges wurden viele jungen Bergleute zum Kriegsdienst einberufen. Im ersten Kriegsjahr reduzierte sich dadurch die Untertagebelegschaft um annähernd 1000 Bergleute. Um diesen Missstand teilweise ausgleichen zu können, wurden unter Tage nun auch unter 16 Jahre alte Bergjungarbeiter eingesetzt. Aufgrund der Notsituation wurde diese Maßnahme von der Bergbehörde genehmigt. Am 27. Dezember 1918 schossen Freikorps unter Oberst Heuck auf demonstrierende Bergleute aus Hamborn und Oberhausen, die sich auf den Weg gemacht hatten, um die Solidarität ihrer Kollegen vom Schacht Königsberg einzufordern. Im Feuer der Maschinengewehre der von der Direktion der Gutehoffnungshütte herbeigerufenen Paramilitärs starben drei Bergarbeiter und zahlreiche Demonstranten wurden schwer verletzt. Daraufhin erhielten die Bergarbeiter Unterstützung durch zwei LKW mit Maschinengewehren der Hamborner Arbeiterwehr, das Freikorps erhielt Verstärkung durch eine Essener Matrosenkompanie. Es entwickelte sich ein Gefecht, das auf beiden Seiten je zwei Todesopfer forderte.

### Die letzten Jahre bis zur Stilllegung
Da nach dem Ersten Weltkrieg die Produktivität der Bergwerke stark gesunken war, wurden in den Abbaubetrieben der Zeche Oberhausen ab dem Jahr 1924 moderne Schrämmaschinen eingebaut. Außerdem wurden zur Gewinnung Abbauhämmer genutzt. Im darauffolgenden Jahr wurde im Schacht 3 (Südfeld) bei einer Teufe von 530 Metern (- 491 m NN) die 5. Sohle angesetzt. Im Jahr 1926 kam es bei der Seilfahrt zu einem Unglück, bei dem 13 Bergleute ihr Leben verloren. Im Jahr 1928 tätigte man mit der Zeche Concordia einen Feldertausch. Am 5. Juni des Jahres 1929 starben drei Bergleute aufgrund von matten Wettern. Im Jahr 1931 vergrößerten sich infolge der Weltwirtschaftskrise die Absatzschwierigkeiten des Bergwerks. Da diese Absatzprobleme nicht mehr mit Feierschichten und Entlassungen zu regulieren waren, musste die GHH zu einer anderen Lösung greifen. Aus diesem Grund wurde am 31. März des Jahres 1931 die Zeche „Oberhausen“ stillgelegt. Das Baufeld wurde der Zeche Osterfeld zugeschlagen. Die Brikettfabrik blieb zunächst weiterhin in Betrieb. Auch die Wasserhaltung musste als Zentralwasserhaltung für die Zechen Vondern, Osterfeld und Roland weiter betrieben werden. Aus diesem Grund mussten auch die Schächte 1 und 2 weiterhin offen bleiben. Im Jahr 1932 wurde der Wetterschacht 3 im Südfeld verfüllt.
Ab dem Jahr 1934 wurden bei der GHH wieder Gelder zu Werbungszwecken bereitgestellt. Aus diesem Grund wurde vom Vorstand und vom Aufsichtsrat beschlossen, das Bergwerk zu einem Schaubergwerk umzubauen. Die Produkte des Konzerns sollten über Tage in sechs Hallen und auch unter Tage präsentiert werden. Im Jahr 1937 wurde auf dem Zechengelände ein Schaubergwerk errichtet, das auch ein Terrassencafé auf dem höheren Fördergerüst sowie ein Kino auf der 8. Sohle umfasste. Das Kino fasste 100 Personen. Im Zweiten Weltkrieg wurden im Schaubergwerk auch Bekleidung und Lebensmittel eingelagert. Anfang des Jahres 1942 wurde das Schaubergwerk wegen des sich verschärfenden Kriegslage geschlossen. Ab dem Jahr 1945 war nur noch die Wasserhaltung auf der 8. Sohle in Betrieb. Ein in den späten 1940er Jahren gefasster Plan, das Schaubergwerk wieder zu eröffnen, wurde nicht umgesetzt. Am 29. April des Jahres 1950 wurde die Brikettfabrik stillgelegt. Anfang der 1950er Jahre wurde das Schaubergwerk noch eine Zeit lang betrieben, am 30. September des Jahres 1959 wurde der Schaubetrieb eingestellt. Im Jahr 1960 wurde das Bergwerk endgültig stillgelegt und die Tagesanlagen wurden abgerissen. Da die Wasserhaltung auf den angeschlossenen Bergwerken durch andere Maßnahmen gelöst wurde, war es auch nicht mehr erforderlich, die beiden Schächte offen zu halten. Noch im selben Jahr wurden die Schächte 1 und 2 verfüllt.

## Förderung und Belegschaft
Die ersten bekannten Förder- und Belegschaftszahlen stammen aus dem Jahr 1858, damals wurden mit 370 Bergleuten eine Förderung von 71.612 preußischen Tonnen Steinkohle erbracht. Im darauffolgenden Jahr waren bereits 700 Bergleute auf dem Bergwerk beschäftigt, die eine Förderung von 160.000 Tonnen Steinkohle erbrachten. Im Jahr 1860 lag die Belegschaftszahl bei 709 Bergleuten, die Förderung betrug 183.712 Tonnen Steinkohle. Im Jahr 1865 wurden von 913 Bergleuten über 254.000 Tonnen Steinkohle gefördert. Im Jahr 1870 förderten 864 Bergleute 219.690 Tonnen Steinkohle. Im Jahr 1875 waren 1098 Bergleute auf der Zeche beschäftigt, die Förderung betrug 271.301 Tonnen Steinkohle. Im Jahr 1880 waren 1670 Bergleute auf dem Bergwerk beschäftigt, es wurden rund 460.000 Tonnen Steinkohle gefördert. Im Jahr 1885 waren 1357 Bergleute auf dem Bergwerk beschäftigt, die Förderung betrug 460.336 Tonnen Steinkohle. Im Jahr 1890 waren 1220 Bergleute auf der Zeche beschäftigt, es wurden 465.000 Tonnen Steinkohle gefördert. Im Jahr 1895 waren 1810 Bergleute beschäftigt. In diesem Jahr überschritt die Förderung zum ersten Mal die Marke von einer halben Million Tonnen. Es wurden 621.000 Tonnen Steinkohle gefördert.
Im Jahr 1900 waren 2123 Bergleute auf dem Bergwerk beschäftigt, die Förderung betrug 592.807 Tonnen Steinkohle. Im Jahr 1902 waren 2379 Bergleute auf dem Bergwerk beschäftigt. In diesem Jahr wurde mit 709.000 Tonnen Steinkohle die maximale Förderung des Bergwerks erzielt. Im Jahr 1905 wurden 591.779 Tonnen Steinkohle gefördert, es waren 2381 Bergleute auf dem Bergwerk beschäftigt. Im Jahr 1910 waren 2310 Bergleute auf dem Bergwerk, es wurden 550.352 Tonnen Steinkohle gefördert. Im Jahr 1913 wurden 651.000 Tonnen Steinkohle gefördert, es waren 2336 Bergleute auf dem Bergwerk beschäftigt. Im Jahr 1915 wurden von 2096 Bergleuten 452.433 Tonnen Steinkohle gefördert. Im Jahr 1920 sank die Beschäftigtenzahl auf 1773, es wurden 396.988 Tonnen Steinkohle gefördert. Im Jahr 1925 wurden 379.214 Tonnen Steinkohle gefördert, es waren 1667 Bergleute auf dem Bergwerk beschäftigt. Im Jahr 1930 waren noch 1200 Bergleute auf dem Bergwerk beschäftigt, es wurden 356.000 Tonnen Steinkohle gefördert. Dies sind die letzten bekannten Förder- und Belegschaftszahlen.

## Heutiger Zustand

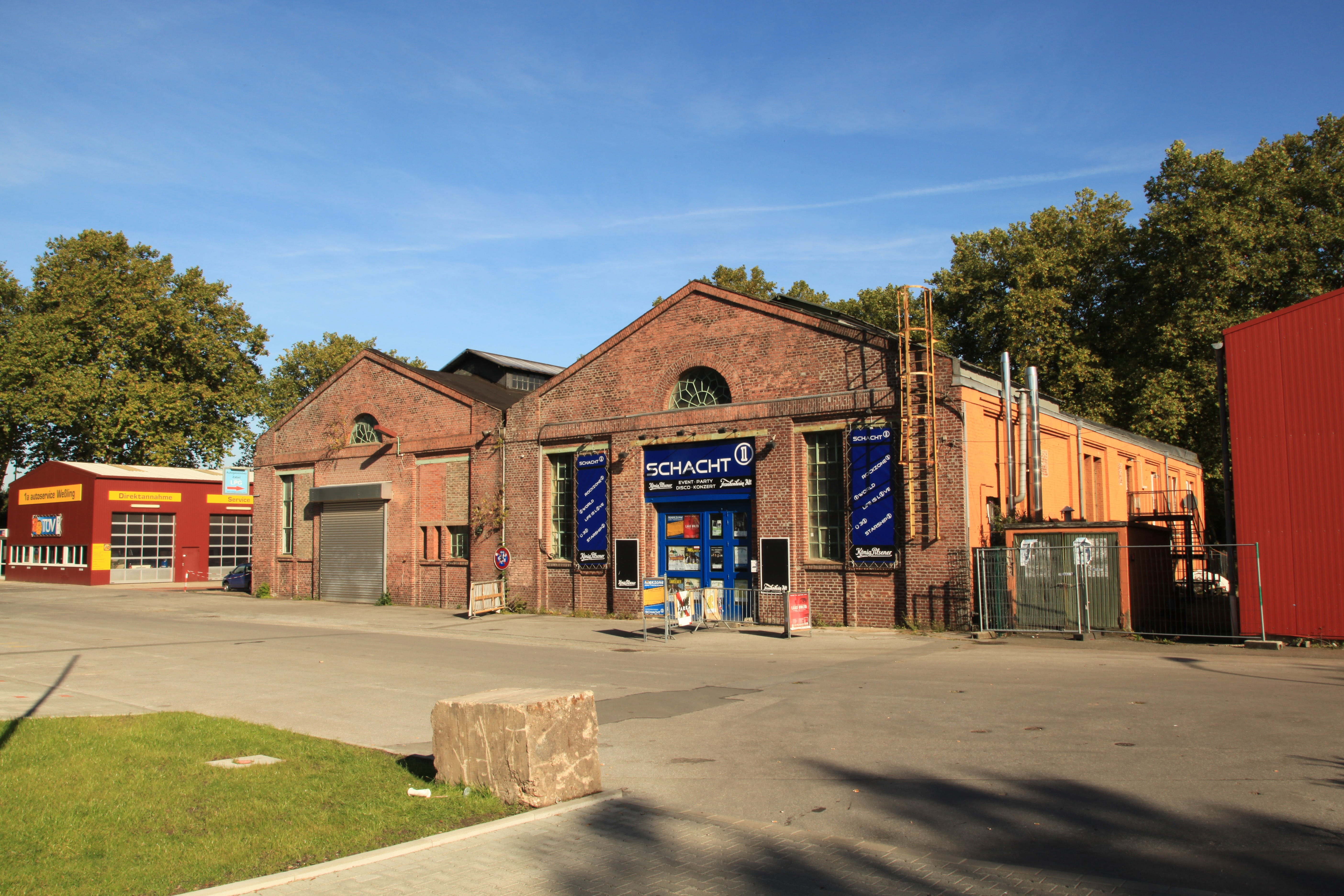
Die ehemalige Werkstatt

Das Gelände der Zeche „Oberhausen 1/2“ ist heute noch relativ gut zu erkennen. Die Tor- und Verwaltungsgebäude sowie das Werkstattgebäude von 1922 sind Zeugnisse der ersten Hüttenzeche des Ruhrgebiets. Im Bereich der Schächte befinden sich diverse Kleinbetriebe. Im Pförtnerhaus von 1912 ist ein Hostel untergebracht, das Gebäude der ehemaligen Werkstatt wird als Veranstaltungshalle und Tonstudio „ResonanzWerk“ genutzt. Rund um das Gelände der Zeche Oberhausen findet seit 2009 der 24h-Benefizlauf „Kultur-Run Oberhausen“ statt.